# Haveneconomie
De haveneconomie maakt deel uit van de transporteconomie als schakel in de logistieke keten. Een haveneconomie omvat zowel dienstverlening als productie.
Er kan een onderscheid gemaakt worden tussen direct havengebonden diensten als overslag, stockage en distributie als indirecte diensten of diensten in tweede lijn gaande van verzekeringen over consulting tot overheidsgerelateerde diensten. Als men over productie spreekt is dit evenmin een eenzijdig begrip; zo omvat de productie de in het havengebied gesitueerde industrie, ruwe en eindassemblage met eveneens een onderverdeling in moederbedrijven en toeleveranciers.
De haveneconomie zorgt voor tewerkstelling, directe en indirecte, in het havengebied en tot ver daar buiten en zorgt eveneens voor een directe en indirecte toegevoegde waarde zowel voor de staat als voor de lokale economie.